# Dzielnik (województwo mazowieckie)
Dzielnik – wieś sołecka w Polsce położona w województwie mazowieckim, w powiecie mińskim, w gminie Siennica.
W latach 1975–1998 miejscowość administracyjnie należała do województwa siedleckiego.
Od roku 1928 działa jednostka Ochotniczej Straży Pożarnej, na wyposażeniu której jest Jelcz 005, na podwoziu Stara 244.
Dzielnik od 1617 roku należy do rzymskokatolickiej parafii św. Anny w Kiczkach należącej do dekanatu siennickiego.

## Zabytki
- Kapliczka, murowana, słupowa, pobielana, wzniesiona w 1880 r. przez Stanisława Kawkę.
- Figura Chrystusa Zmartwychwstałego ufundowana w 1927 r. przez Antoninę Jarzębską